# Yamba (département)
Pour les articles homonymes, voir Yamba.

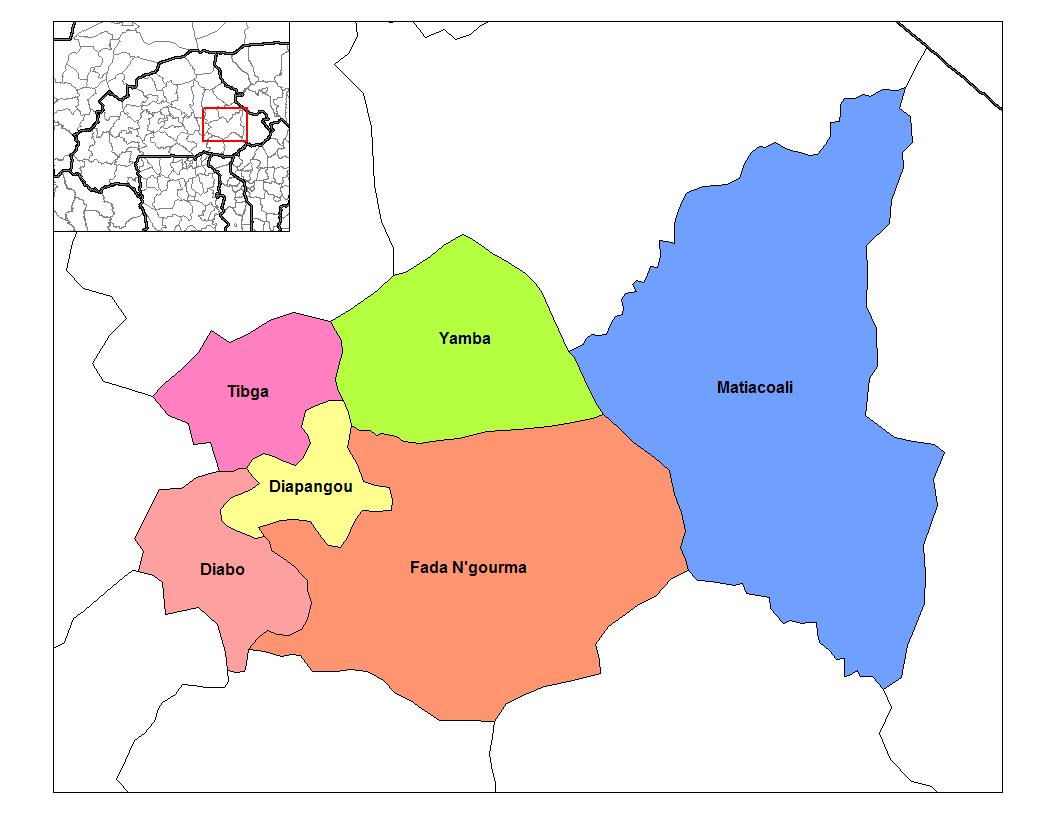
Localisation de la province de Gourma

Yamba est un département du Burkina Faso située dans la province de Gourma et dans la région Est.
En 2006, le dernier recensement comptabilise 27 087 habitants :

## Villes
Le département se compose d'un chef-lieu :
- Yamba

et de 24 villages :
| - Bogolé - Bonga - Diangou - Diankongou - Didcomba - Doaligou - Kondouagou - Kondridoaga | - Kouadigou-Yamba - Koulga - Nacouendougou-Dinyala - Nayouri - Oboungouni - Onadiagouni - Pendianga - Sambialgou | - Sougoudou - Tagou - Tamboangou - Tandyari - Tantiaka-Kouadigou - Tantiaka-Yamba - Tembou - Yagou |